# Santuario della Madonna di Pietraquaria
Il santuario della Madonna di Pietraquaria è un edificio religioso situato sul monte Salviano a circa 1.000 m s.l.m., al centro dell'omonima riserva naturale, nel territorio comunale di Avezzano in Abruzzo. È dedicato alla Madonna di Pietraquaria.

## Storia

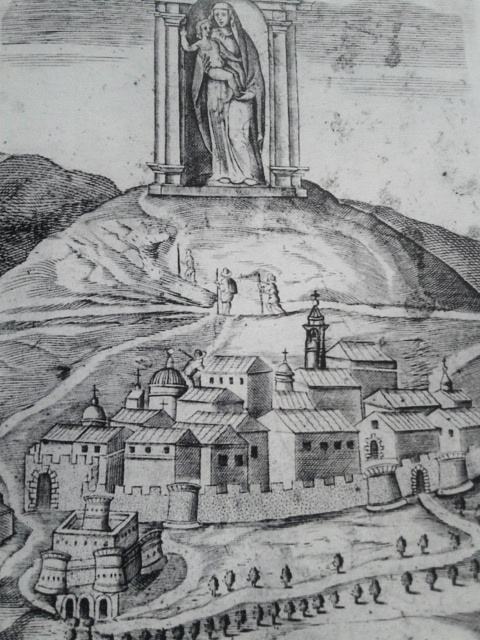
Madonna di Pietraquaria a protezione della città di Avezzano (Serigrafia di Fedele De Bernardinis, 1791)

Nel Medioevo, prima del 1268, Pietraquaria era un centro fortificato, appartenente alla contea di Albe. Qui sorgeva la chiesa dedicata a Santa Maria, non distante da quelle dedicate a San Giovanni e a San Pietro. Nella chiesa dedicata alla Vergine c'era un quadro della Madonna, venerata dagli abitanti del luogo e da quelli del territorio circostante. Le vicende storiche della battaglia di Tagliacozzo, avvenuta nel 1268 nei piani Palentini tra Carlo I d'Angiò e Corradino di Svevia, portarono con ogni probabilità alla distruzione da parte degli Angioini del centro di Petram Aquarum e costrinsero gli abitanti a trasferirsi nella sottostante Avezzano in piazza Pantano, successivamente chiamata piazza San Bartolomeo.
L'immagine della Vergine rimase tra le mura diroccate della chiesa.
Lo storico Tommaso Brogi ha confermato che l'origine del nome si è avuta nel corso dei lavori per l'ampliamento del piazzale antistante il santuario: durante lo scavo e la demolizione della roccia in quella zona apparvero ben delineati e distanziati dei vani-cisterna; furono inoltre rinvenuti dei canali pietrosi che si suppone servissero per scaricare l'acqua dai serbatoi.
La chiesa, ricostruita ed ampliata più volte nel corso dei secoli, venne danneggiata gravemente dal terremoto della Marsica del 1915 e riaperta al culto nel 1969.
Il 1º gennaio del 1978, Maria Santissima di Pietraquaria è stata proclamata patrona della città di Avezzano.

## L'apparizione mariana
La tradizione orale ha portato ai giorni nostri l'incontro tra un pastorello sordomuto a cui mentre pascolava il gregge sul monte Salviano contemplando dall'alto il lago del Fucino, apparve la Madonna vestita di bianco su una mula. Ella si rivolse a lui con dolci parole, che miracolosamente il sordomuto riuscì ad ascoltare e gli chiese di far ricostruire dagli avezzanesi la Sua chiesa. Il pastorello scese di corsa dal monte Salviano e raggiunta Avezzano si recò dal parroco, al quale riferì quanto raccomandato dalla Vergine, e cioè di restaurare la chiesa di Santa Maria e di riporre degnamente la sacra immagine sull'altare. La cappella dell'apparizione situata lungo la via Crucis sul Salviano conserva il calco che la mula della Madonna incise su una roccia con un colpo di zoccolo prima di svanire con la Vergine. La ricostruzione della chiesa avvenne nell'anno 1614 dalle fondamenta con l'ampliamento dell'edificio religioso tanto che si diffuse ancor di più il culto della Vergine di Pietraquaria.

## Le grazie

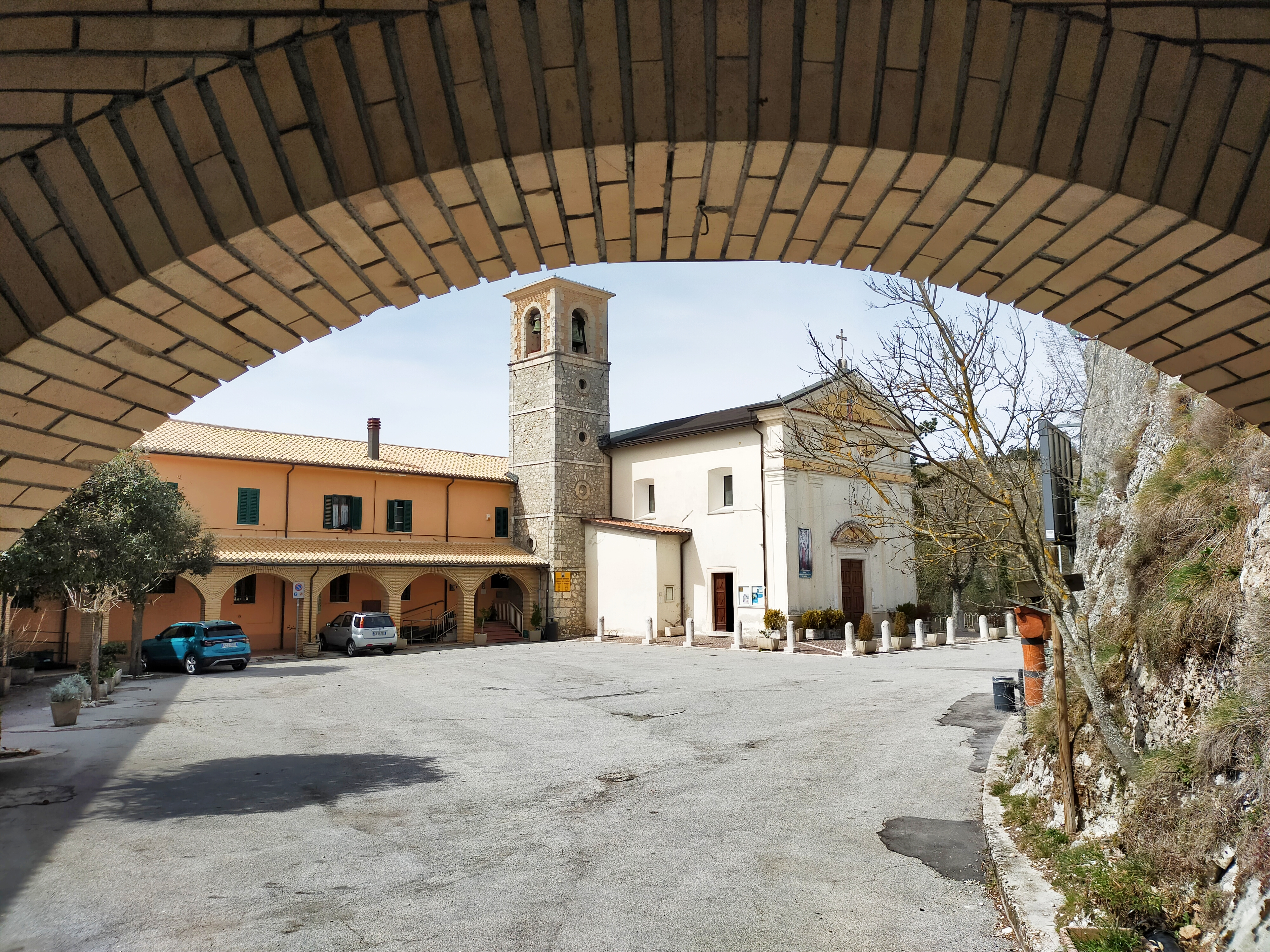
Il santuario

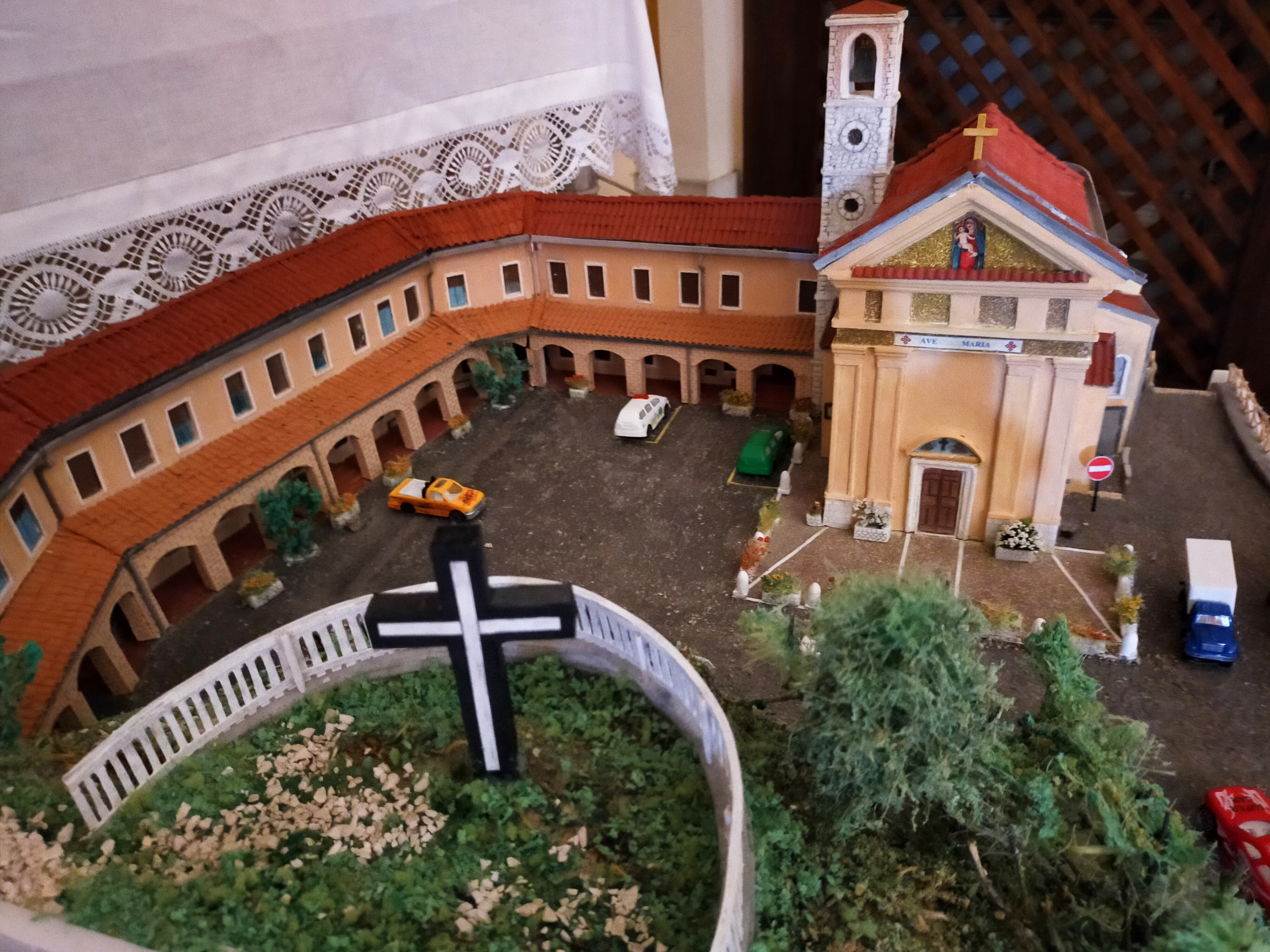
Riproduzione in scala del santuario

Sono diverse le grazie elargite dalla Madonna di Pietraquaria per effetto delle quali l'immagine venne solennemente incoronata nel 1838 dal Capitolo Vaticano: la liberazione dalla siccità nel 27 aprile 1779 dopo la processione della penitenza per cui la festa annuale della Madonna venne fissata in detta data (prima la Madonna di Pietraquaria veniva festeggiata nella quarta domenica di maggio e a settembre con riti civili e religiosi). Il 27 aprile del 1779, la popolazione di Avezzano ebbe delle gravi difficoltà a causa di una lunga siccità che causò problemi vari e scarsità di alimenti. Gli abitanti della cittadina pregarono incessantemente la Madonna che portarono in processione dal santuario del monte Salviano a Lei dedicato al centro urbano. Mentre il corteo percorreva via Napoli si verificò un miracoloso temporale che ruppe l'aridità, la popolazione poté così riprendere a curare le colture con il necessario vigore. Nello stesso anno grazie alle offerte e alle donazioni da parte dei cittadini di Avezzano l'edificio sacro venne ampliato e con esso crebbe la venerazione; la liberazione dal sacco dei briganti e dall'invasione dei francesi che l'avevano depredata nei primi anni del XIX secolo; la cessazione delle acque alluvionanti del Fucino nel 1836 e la liberazione dal colera nel 1837.
Stando alla tradizione orale, il 27 aprile del 1944 le fortezze volanti degli anglo-americani si levarono in volo per bombardare Avezzano, già devastata durante la seconda guerra mondiale. Grazie all'intercessione della Madonna la fitta nube che quel giorno si formò sopra la città costrinse gli aerei militari a cambiare obiettivo.
Presso il santuario di Pietraquaria, i visitatori possono ammirare circa cento ex voto, esposti nei locali della Confraternita, donati da coloro che nel passato hanno ritenuto di aver ottenuto delle grazie da Maria Vergine di Pietraquaria.

## La Confraternita di Maria SS. di Pietraquaria

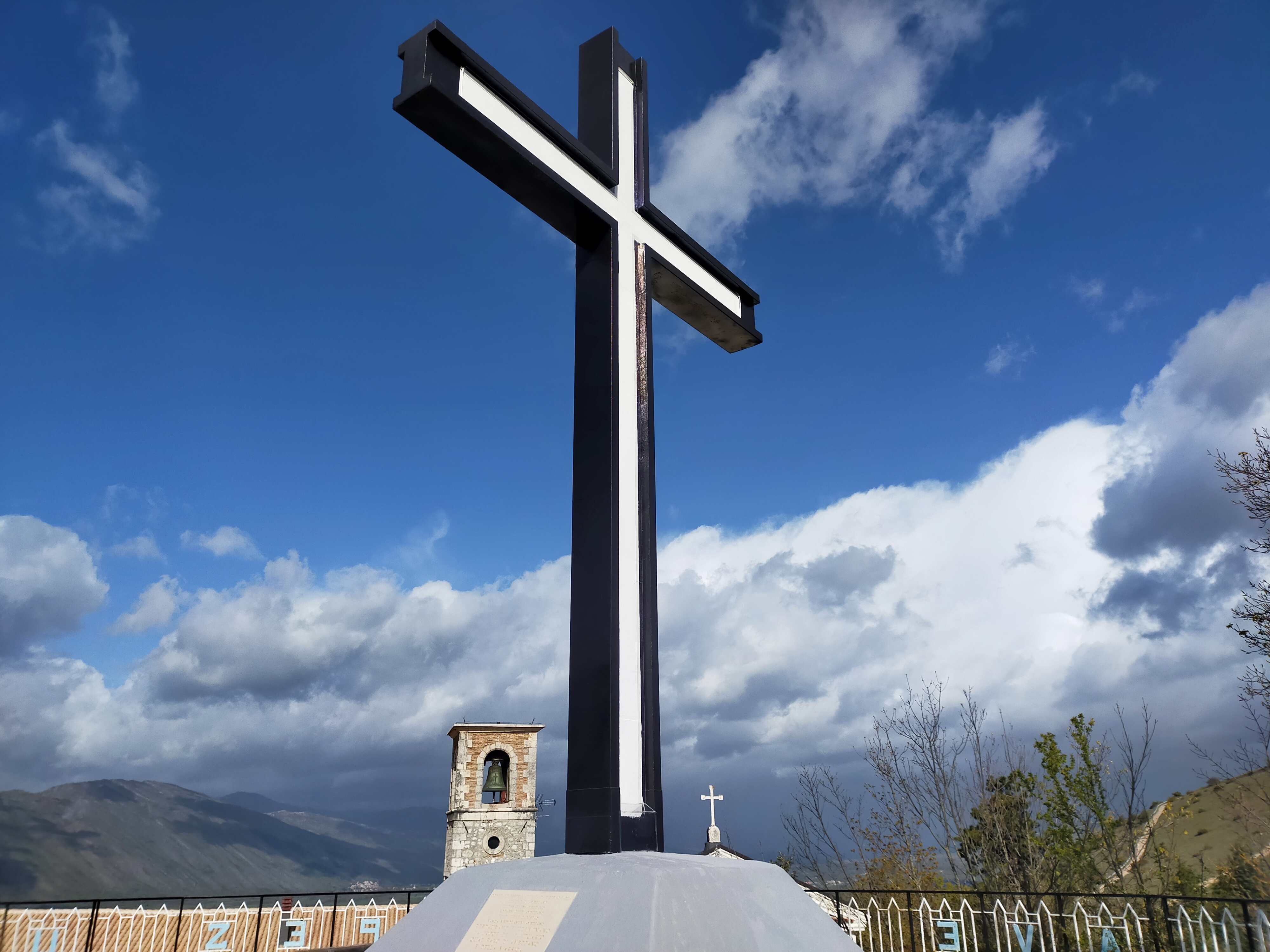
Il crocifisso della Pietraquaria

La Confraternita di Maria SS. di Pietraquaria è stata fondata nel 1891. Dal 1878 il santuario è custodito dai frati cappuccini, prima di loro da eremiti laici che si stabilirono nel convento edificato nel 1840 che in seguito al terremoto della Marsica del 1915 poté ospitare i religiosi venuti in aiuto dei superstiti.

## Descrizione

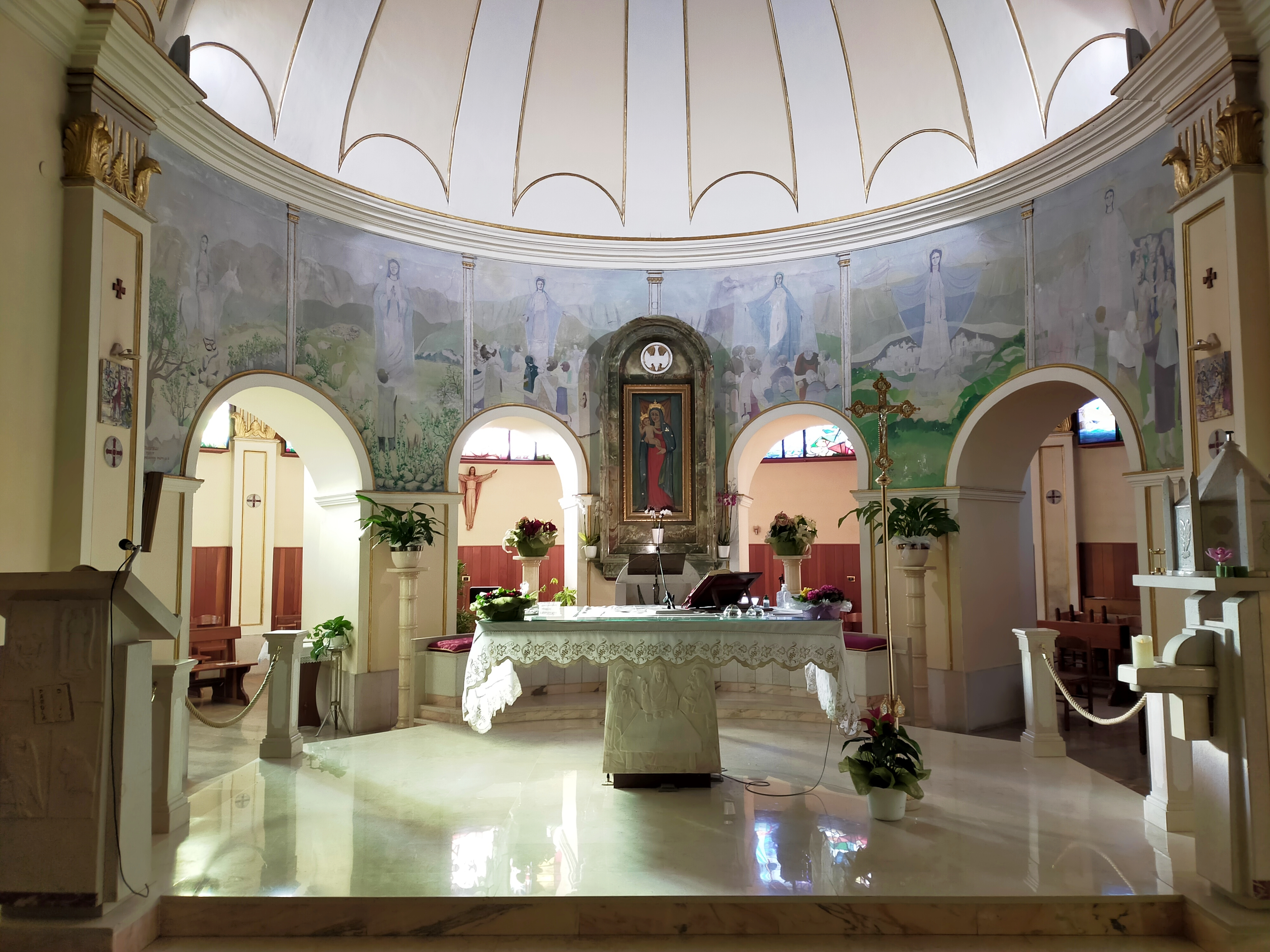
L'altare e il quadro della Madonna

### Esterno
L'impianto è a croce latina con navata unica. La facciata è intonacata di bianco con quattro piccoli contrafforti che sostengono un cornicione mosaicato d'oro con la scritta "AVE MARIA".
L'architrave è anche essa decorata da un mosaico dedicato alla Madonna. Il campanile sulla sinistra è una torre senza cuspide in pietra grezza. Accanto al campanile si snoda un portico che termina in un edificio rettangolare irregolare che è la casa dei padri cappuccini e dei pellegrini. In un settore distinto si trova la Domus Mariae, realizzata negli anni cinquanta e utilizzata per ritiri spirituali, la cui custodia è stata affidata alle suore benedettine di carità dal 1983 al 2025.
In occasione del trentennale della visita in terra marsicana di Papa Giovanni Paolo II, avvenuta il 24 marzo 1985, è stato inaugurato il mosaico raffigurante Papa Karol Wojtyla, realizzato di fronte al santuario dall'artista Rita Monaco, e una teca contenente alcuni reperti della visita custoditi come reliquie.
Sulla sommità della roccia posta di fronte al santuario svetta la grande croce di ferro installata il 10 dicembre 1967 e restaurata nel 2022.

### Interno
Dentro è a navata unica, con le volte intonacate di bianco. L'abside è molto allargata con decorazioni geometriche. Gli altari in tutto sono tre con altre due nicchie. Gli affreschi, alcuni dei quali realizzati nel 1969 da Ermanno Toccotelli, riproducono le scene dell'apparizione della Vergine al giovane pastore e delle grazie compiute. Il grande quadro originale raffigurante la Madonna con il Bambino è collocato in una nicchia d'onice sulla parete di fondo dell'abside. Le vetrate sono state realizzate nel 1992 dall'artista Marcello Ercole che ha raffigurato scene ispirate al Cantico delle creature di san Francesco d'Assisi.